# کمپ اچ. ام. اسمیت
کمپ اچ.ام. اسمیت (انگلیسی: Camp H. M. Smith) یک پایگاه سپاه تفنگداران دریایی ایالات متحده آمریکا در هالاوا در جزیره اوآهو، هاوایی و در نزدیکی منطقه ارتفاعات هالاوا است. این پایگاه، مقر فرماندهی اقیانوس هند-آرام ایالات متحده آمریکا، فرماندهی عملیات ویژه اقیانوس آرام، نیروهای سپاه تفنگداران دریایی اقیانوس آرام و فرماندهی بخش خدمات دریایی است.
این اردوگاه که در ابتدا بیمارستان دریایی آئیا نام داشت، که به نام ژنرال هالند مک‌تایر اسمیت، اولین فرمانده تفنگداران دریایی اقیانوس آرام، در ۸ ژوئن ۱۹۵۵ نامگذاری شد.